# Пашкевич, Ян Казимир
Ян Казимир Пашкевич (ум. 1635 или 1636) — западнорусский поэт. Происходил, видимо, из шляхетского рода герба «Радвана» с Ошмянщины.

18.08.1631 г. получил должность дворянина казначейства ВКЛ, где он работал под руководством подскарбия С. Паца. Во время службы составил инвентари Волковысского староства, Порозова и Нового Двора.

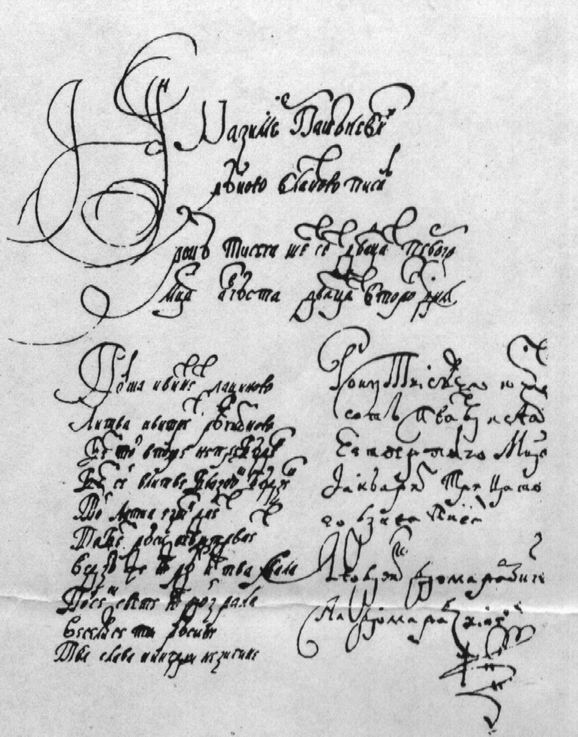
Автограф стихотворения
«Полска квитнет лациною…»

Известен единственным его стихотворением «Полска квитнет лациною…» (датировано 22 августа 1621, опубл. 1842), в котором проявились особенности силлабо-тонического стихосложения. Как свидетельствуют содержание, поэтическая форма и язык стихотворения, автор был человеком светским, высокообразованным, патриотически настроенным белорусским шляхтичем или мещанином. Произведение сохранилось в Слуцком списке Статута ВКЛ 1529. В нём содержится ещё 5 автографов поэта, а также записи других лиц, которые свидетельствуют, что в 1-й половине XVII века рукопись находилась в Вильне, где, наверное, и было написано стихотворение:
| Полска квитнет лациною, Литва квитнет русчизною: Без той в Полсце не пребудешь, Без сей в Литве блазном будешь. Той лацина езык дает, Та без Руси не вытрвает. Ведзь же юж, Русь, иж тва хвала По всем свете юж дойзралаж Весели ж се ты, Русине, Тва слава никгды не згине! |